# Chiudo gli occhi e penso a te
Chiudo gli occhi e penso a te è un singolo di Renato Rascel, con la denominazione  Rachel, pubblicato nel 1936 dalla casa discografica Durium.

## Descrizione
Il disco è uno speciale disco flexy, prodotto in quel periodo in Italia dalla Durium, in cui lo strato di ceralacca era inciso solo da un lato, mentre l'altro era incollato su un supporto di cartone tondo, dando appunto l'effetto di flessibilità.
La canzone Chiudo gli occhi e penso a te era stata lanciata nel 1934 dal tenore Giglio con la cantante Rosalina, e poi ripreso l'anno successivo da Gabrè e da Renzo Mori.
Il brano è registrato con l'accompagnamento dell'Orchestra Durium diretta da Luigi Malatesta.

## Tracce
1. Chiudo gli occhi e penso a te (testo: Bixio Cherubini – musica: Pasquale Frustaci; edizioni musicali Gruppo Editoriale Bixio)